# Epeolus melectimimus
Epeolus melectimimus är en biart som beskrevs av Cockerell och Sandhouse 1924. Epeolus melectimimus ingår i släktet filtbin, och familjen långtungebin. Inga underarter finns listade i Catalogue of Life.